# Casa de Amézqueta

Escudo de la rama asentada en Navarra.

La casa de Amézqueta es un linaje y título nobiliario español procedente de Amézqueta (Guipúzcoa, España), parientes mayores, cabeza del bando oñacino durante las Guerras de bandos.

## Blasones
| Viva Amézketa | El escudo Amézqueta está blasonado así: Todo de oro con roble de sinople, acompañado a la siniestra por un oso de sable apoyado contra el eje del árbol, a la diestra dos clavos de sable colocados en chevron invertido. Fuente: Estudio Comparativo de las Características de la Heráldica Gentilicia Española. |

## Historia
El i señor de la casa de Amézqueta fue Martín López de Murúa y Lazcano, hijo de Margarita de Navarra, perteneciente a la casa de Champaña y Enrique Urgel de Lazcano, señor de Lazcano, descendiente de la casa de Loyola, una antigua familia noble asentada en Guipúzcoa.
Margarita de Navarra fue nieta del rey Sancho VI de Navarra, Alfonso VII de Castilla, Luis VII de Francia y bisnieta de Guillermo I de Inglaterra. En 1328, el matrimonio instituyó un nuevo linaje señorial para su hijo primogénito, la casa de Amézqueta con su correspondiente palacio e iglesia.

### Señores de Amézqueta
Los primeros seis señores tuvieron destacada actuación durante las Guerras de Bandos por el bando Oñacino.
I. Martín López de Murúa y Lazcano (1328-1380).
II. Pedro López de Amézqueta (1345-1393): Desde tiempos antiguos existía gran rivalidad entre las casas de Ezpeleta y Saint-Pée en Laburdi (Francia). Los jefes de ambos linajes, Belza de Ezpeleta y Sancho de Saint-Pée, estuvieron invitados en el homenaje que se dedicó al rey de Inglaterra Eduardo III en el palacio arzobispal de Burdeos, año 1363. Siete años después se declaró la guerra entre ambos bandos y en la refriega cayó muerto el señor de Saint-Pée. Sus aliados buscaban para doña Juana, hija del jefe muerto, un marido que se vengara del señor de Ezpeleta y el elegido fue el guipuzcoano Pedro López de Amézqueta, considerado como «la mejor lanza de la provincia». Una vez celebrado el matrimonio, el señor de Ezpeleta retó al joven Amézqueta y, verificado el duelo, salió triunfante el recién casado. Murió el 7 de septiembre de 1393.
III. Oger de Amézqueta y Saint-Pée (1380-1413).
IV. Miguel López de Amézqueta y Lazcano (1380-1413). Instituyó el mayorazgo de Amézqueta y Alcega para sus descendientes.
V. Juan López de Amézqueta y Alcega
VI. Martín Pérez de Amézqueta y Alcega
VII. Juan López de Amézqueta y Alcega II (1440-1500). Debido a las constantes pugnas con los gamboínos, sufrió el destierro a la frontera de Granada y participó en las campañas de la Reconquista. A su retorno, su palacio y los de las demás casas mayores, fueron descabezados y desarmados por órdenes del rey Enrique IV. Una hija suya, Urraca Vélez de Amézqueta casó con Juan Martínez de Berástegui y Otein, III señor Berástegui y sus descendientes pasaron a vivir a los territorios del Río de la Plata en el recién creado virreinato del Perú por el año 1540. Francisco de Argañaraz y Murguía fue su tataranieto.